# Index-Werke
Die Index-Werke mit ihrem Hauptsitz in Esslingen am Neckar gehören zu den weltweit führenden Herstellern von CNC-Drehmaschinen. Die Fertigung umfasst hochpräzise und produktive Drehzentren, Dreh-Fräszentren, ein- und mehrspindlige Produktionsdrehautomaten sowie Langdrehautomaten der Marken Index und Traub. Das Unternehmen ist global aufgestellt: Mit sechs Produktionsstätten, zwölf internationalen Vertriebs- und Servicegesellschaften sowie weitere Vertretungen in über 80 Standorten ist die Index Group weltweit präsent.
Im Jahr 2024 beschäftigte Index rund 2.000 Mitarbeiter und erzielte einen konsolidierten Jahresumsatz von etwa 460 Millionen Euro. Hauptgesellschafter ist die Eugen und Irmgard Hahn Stiftung Verwaltungs-GmbH, die sich für den langfristigen Erhalt und die Weiterentwicklung des Familienunternehmens einsetzt.

## Geschichte
Das Unternehmen wurde 1914 von Hermann Hahn gegründet, der im selben Jahr mit der Herstellung von Revolverdrehautomaten begann.
Während des Ersten Weltkrieges waren bis zu 70 Personen bei Index beschäftigt. Etwa zwei Drittel der Mitarbeitenden wurden jedoch zum Wehrdienst eingezogen. Beim Ausbruch des Zweiten Weltkrieges war die Belegschaft bis 1939 auf rund 850 Beschäftigte angewachsen und Hermann Hahn starb. Nach Kriegsende wurde das Unternehmen 1945 demontiert und das bewegliche Inventar nach Großbritannien verschifft. Nach dem Wiederaufbau waren 1953 wieder 530 Personen bei Index tätig und Im Laufe der vier zurückliegenden Jahrzehnte wurden über 20.000 Drehautomaten verkauft.
Ab 1975 erweiterte man die Produktion um Mehrspindel-Drehautomaten und stieg kurz darauf in die CNC-Technologie ein. Nach dem Tod von Eugen C. Hahn, dem 1907 geborenen Sohn des Firmengründers wurden 85 % der Unternehmensanteile in die Eugen und Irmgard Hahn Stiftung eingebracht, die das Unternehmen seitdem trägt. 1992 brachte Index eine neue Generation modularer Dreh-Fräszentren auf den Markt. Im Jahr 1997 erfolgte die Übernahme der Traub Drehmaschinen GmbH & Co. KG aus Reichenbach an der Fils. Im Jahr 2014 feierten die Index-Werke ihr 100-jähriges Jubiläum und blicken auf eine lange Tradition kontinuierlicher Innovation zurück. Bis heute verfolgt das Unternehmen eine Zwei-Marken-Strategie.

## Index Group / Index Werke GmbH & Co. KG
Die Index Group zählt im Werkzeugmaschinenbau zu den Technologieführern im Bereich Drehen und ist bis heute einer der größten selbstständigen und unabhängigen Drehmaschinenhersteller weltweit. Das Unternehmen steht für Innovation, Digitalisierung, Automation und die Fertigung von hochpräzisen sowie produktiven Maschinenbaureihen.
International ist die Index Group breit aufgestellt und verfügt über mehrere Tochtergesellschaften sowie Vertriebs- und Servicegesellschaften weltweit. Hierzu zählen:
- Index France S.à.r.l.
- Index Nordic AB
- Index-Traub Denmark
- Index-Traub Finland
- Index Corporation (USA)
- Index-Tornos Automáticos Indústria e Comércio Ltda. (Brasil)
- Index Trading (Shanghai) Co., Ltd.
- Index Machine Tools (Taicang) Co., Ltd.
- Index Machine Tools India Pvt. Ltd.
- Index Slovakia s.r.o.
- Index Werkzeugmaschinen (Schweiz) AG
- Index Werkzeugmaschinen Austria GmbH
- Index Poland Sp. z o.o.
- Index Machine Tools (Prag) s.r.o
- Index Machine Tools Hungary Kft
- One Click Metal
  - 2021 hat die Index Group die Mehrheit der Anteile an der One Click Metal GmbH von TRUMPF übernommen. One Click Metal ist spezialisiert auf additive Fertigungslösungen im Metall-3D-Druck. Die Integration von One Click Metal ergänzt das Technologieportfolio der Index Group und stärkt deren Innovationskraft im Bereich moderner Fertigungstechnologien.